# Pince
Pince – wieś w Słowenii, w gminie Lendava. 1 stycznia 2018 liczyła 212 mieszkańców.